# شارمل
شارمل (انگلیسی: Sharmell؛ زادهٔ ۲ نوامبر ۱۹۷۰) کشتی‌گیر کشتی حرفه‌ای، و مدل (شخص) اهل ایالات متحده آمریکا است.